# 75 Dywizja Piechoty (Imperium Rosyjskie)
75 Dywizja Piechoty (ros. 75-я пех. дивизия) – rezerwowa dywizja piechoty Imperium Rosyjskiego, okresu działań zbrojnych I wojny światowej.
Powstała z 38 Dywizji Piechoty z Brześcia Litewskiego (19 Korpus Armijny, 3 Armia).

## Struktura organizacyjna
Lipiec 1914:
- dowództwo dywizji
- 297 Kowelski pułk piechoty
- 298 Mścisławski pułk piechoty
- 299 Dubnieński pułk piechoty
- 300 Zasławski pułk piechoty